# Julia (film, 1977)
Cet article concerne le film de Fred Zinnemann. Pour le film d'Érick Zonca, voir Julia.
Pour les articles homonymes, voir Julia.
Pour plus de détails, voir Fiche technique et Distribution.
Julia est un film américain réalisé par Fred Zinnemann, sorti en 1977.

## Synopsis
Durant l'entre-deux-guerres, Lili (la romancière Lillian Hellman) vit avec l'écrivain Dashiell Hammett dans une maison face à l'océan sur la côte Est des États-Unis. Elle n'a plus de nouvelle de son amie d'enfance Julia partie étudier en Europe. Elle lui rend visite à Oxford quand Julia lui annonce qu'elle se prépare à rejoindre Vienne pour y étudier la médecine et la psychanalyse. Plus tard, Julia est devenue une militante antinazie. Malgré les dangers de l'Europe en guerre, aidée par la Résistance, Lili y effectue plusieurs voyages traversant Paris, Berlin et Vienne pour retrouver son amie.

## Fiche technique
- Titre original : Julia
- Réalisation : Fred Zinnemann
- Assistant réalisation : Alain Bonnot
- Scénario : Alvin Sargent, d'après les mémoires de Lillian Hellman, Pentimento (1973)
- Décors : Gene Callahan, Carmen Dillon et Willy Holt
- Costumes : Anthea Sylbert
- Photographie : Douglas Slocombe
- Son : Bill Rowe, Derek Ball
- Montage : Marcel Durham, Walter Murch
- Musique : Georges Delerue
- Casting : Marguerite Capelier
- Coordinateur des combats et des cascades : Claude Carliez et son équipe
- Production : Julien Derode, Tom Pevsner (en), Richard Roth
- Société de production : 20th Century Fox (États-Unis)
- Sociétés de distribution : 20th Century Fox (États-Unis, France), Franfilmdis (France)
- Pays d'origine :  États-Unis
- Langues originales : allemand, anglais, français, russe
- Format : 35 mm — couleur par DeLuxe — 1.85:1 Panavision — monophonique
- Genre : drame, film biographique
- Durée : 118 minutes
- Dates de sortie :
  - États-Unis : octobre 1977
  - France : 25 janvier 1978
- (fr) Classifications CNC : tous publics, Art et Essai (visa d'exploitation no 48580 délivré le 17 janvier 1978)
- Affiche : Bill Gold (États-Unis)

## Distribution
- Jane Fonda (V.F. : Evelyn Séléna) : Lillian Hellman
- Vanessa Redgrave (V.F. : Florence Giorgetti) : Julia
- Jason Robards (V.F. : Georges Aminel) : Dashiell Hammett
- Maximilian Schell (V.F. : Marc de Georgi) : Johann
- Hal Holbrook (V.F. : Jacques Thébault) : Alan Campbell
- Rosemary Murphy (V.F. : Nicole Favart) : Dorothy Parker
- Meryl Streep (V.F. : Monique Thierry) : Anne-Marie
- Dora Doll : la voyageuse
- Elisabeth Mortensen : la jeune voyageuse
- John Glover (V.F. : Jean-Pierre Leroux) : Sammy
- Lisa Pelikan (V.F. : Sylviane Margollé) : Julia (jeune)
- Susan Jones (V.F. : Séverine Morisot) : Lillian (jeune)
- Cathleen Nesbitt (V.F. : Marie Francey) : la grand-mère
- Maurice Denham (V.F. : René Bériard) : l'entrepreneur
- Anthony Carrick (V.F. : Raymond Loyer) : le majordome
- Lambert Wilson (V.F. : Lui-même) : Walter Franz, le jeune résistant dans le train
- Patrice Melennec (V.F. : Lui-même) : l'homme de la Gestapo dans le train
- Jacques David (V.F. : Lui-même) : l'homme corpulent
- Molly Urquhart : la femme éconduisant Lillian à Londres

## Production

### Casting
- Premier rôle au cinéma de Meryl Streep.
- Premier rôle au cinéma de Lambert Wilson.

### Tournage
- Intérieurs : studios d'Elstree (Royaume-Uni), studios de Boulogne (France).
- Extérieurs :
  - France : Paris (gare de Paris-Nord, hôtel Meurice, et autres scènes censées se dérouler à Vienne), Strasbourg (simulant la gare de Berlin),
  - Royaume-Uni : Winterton-on-Sea (scènes de plage), Île de Wight.
- Dates de tournage : Du 8 septembre au 15 décembre 1976.

### BO
- My Blue Heaven, musique de Walter Donaldson (1927), sur laquelle dansent Lisa Pelikan et Susan Jones
- Bye Bye Blackbird, musique de Ray Henderson (1926), jouée par un groupe sur les docks
- Histoires de la forêt viennoise (Geschichten aus dem Wienerwald), musique de Johann Strauss II (1868), valse jouée dans un hôtel
- Night and Day, musique de Cole Porter (1932), jouée par un groupe sur le bateau
- La Cucaracha, traditionnel espagnol, joué pour une danse

## Distinctions
Le film remporte un beau palmarès : 3 Oscars pour 11 nominations, 2 Golden Globes pour 7 nominations, 4 BAFTAs pour 10 nominations

### Récompenses

#### Oscars
- 50e cérémonie des Oscars (1978)
  - Oscar du meilleur second rôle masculin pour Jason Robards.
  - Oscar du meilleur second rôle féminin pour Vanessa Redgrave.
  - Oscar du meilleur scénario adapté pour Alvin Sargent (adaptation de Pentimento de Lillian Hellman).

#### Golden Globes
- 35e cérémonie des Golden Globes (1978) :
  - Golden Globe de la meilleure actrice dans un film dramatique pour Jane Fonda.
  - Golden Globe de la meilleure actrice dans un second rôle pour Vanessa Redgrave.

#### BAFTAs
- 32e cérémonie des British Academy Film Awards (1979) : 
  - British Academy Film Award de la meilleure actrice pour Jane Fonda.
  - British Academy Film Award du meilleur film.
  - British Academy Film Award du meilleur scénario pour Alvin Sargent
  - British Academy Film Award de la meilleure photographie pour Douglas Slocombe

### Nominations

#### Oscars
- Oscar de la meilleure actrice pour Jane Fonda.
- Oscar du meilleur second rôle masculin pour Maximilian Schell.
- Oscar du meilleur film pour Richard Roth, producteur
- Oscar du meilleur réalisateur pour Fred Zinnemann
- Oscar de la meilleure création de costumes pour Anthea Sylbert
- Oscar de la meilleure photographie pour Douglas Slocombe
- Oscar du meilleur montage pour Walter Murch et Marcel Durham
- Oscar de la meilleure musique de film pour Georges Delerue

#### Golden Globes
- Golden Globe du meilleur acteur dans un second rôle pour Jason Robards
- Golden Globe du meilleur acteur dans un second rôle pour Maximilian Schell
- Golden Globe du meilleur film dramatique
- Golden Globe de la meilleure réalisation pour Fred Zinnemann
- Golden Globe du meilleur scénario pour Alvin Sargent

#### BAFTAs
- British Academy Film Award du meilleur acteur dans un second rôle pour Jason Robards.
- British Academy Film Award de la meilleure réalisation pour Fred Zinnemann
- British Academy Film Award des meilleurs décors pour Gene Callahan, Willy Holt et Carmen Dillon
- British Academy Film Award des meilleurs costumes
- British Academy Film Award du meilleur montage pour Walter Murch
- British Academy Film Award de la meilleure musique de film pour Georges Delerue

## Autour du film
La scène de l'arrivée du train en gare de Berlin a été réutilisée quelques années plus tard dans le film de Gérard Oury, L'As des as.